# Krogulec orientalny
Krogulec orientalny (Tachyspiza virgata) – gatunek średniej wielkości ptaka drapieżnego z rodziny jastrzębiowatych (Accipitridae), zamieszkujący Azję Południową i Południowo-Wschodnią oraz Chiny i Tajwan.

## Systematyka i zasięg występowania
Do gatunku tego włączano niekiedy krogulca japońskiego (T. gularis), traktowanego obecnie jako osobny gatunek. Wyróżnia się 10 lub 11 podgatunków T. virgata:
- T. virgata affinis Hodgson, 1836 – żyjący w północnych Indiach, Nepalu, środkowych i wschodnich Chinach oraz Indochinach,
- T. virgata abdulalii Mees, 1981 – żyjący na Andamanach i Nikobarach,
- T. virgata besra Jerdon, 1839 – żyjący w południowo-zachodnich Indiach i na Cejlonie,
- T. virgata confusus Hartert, 1910 – żyjący w północnych i wschodnich Filipinach (wyspy Luzon, Mindoro, Negros i Catanduanes),
- T. virgata fuscipectus Mees, 1970 – żyjący na Tajwanie,
- T. virgata nisoides Blyth, 1847 – żyjący w Mjanmie i Tajlandii,
- T. virgata quagga Parkes, 1973 – żyjący w południowo-wschodnich Filipinach (wyspy Cebu, Bohol, Leyte, Samar, Siquijor i Mindanao),
- T. virgata quinquefasciatus Mees, 1984 – żyjący na wyspie Flores,
- T. virgata rufotibialis Sharpe, 1887 – żyjący na północnym Borneo,
- T. virgata vanbemmeli Voous, 1950 – żyjący na Sumatrze,
- T. virgata virgata (Temminck, 1822) – żyjący na Jawie i Bali.

Międzynarodowy Komitet Ornitologiczny (IOC) nie uznaje podgatunku nisoides.

## Morfologia
Głowa i szyja mają barwę czarną, po bokach rudawą, kark cętkowany na biało. Pokrywy uszne są jasnoszare, gardło płowo-białe, pokrywy skrzydłowe czarne. Zewnętrzna część ogona jest ciemnoszara, wewnętrzna jaśniejsza z trzema ciemnymi pasami. Klatka piersiowa i brzuch są biało-szare, woskówka żółtawa, dziób czarny, nogi pomarańczowo-żółte, oczy żółte. Osobniki tego gatunku osiągają długość ok. 28–30 cm.

## Ekologia i zachowanie
Krogulce orientalne żyją w gęstych lasach, w pobliżu zbiorników wodnych, do wysokości ok. 2000 m n.p.m. Żywią się głównie mniejszymi ptakami, rzadziej małymi ssakami, jaszczurkami i dużymi owadami. Samice składają 4–5 białych jaj z brązowo-czerwonawymi elementami.

## Status
Międzynarodowa Unia Ochrony Przyrody (IUCN) uznaje krogulca orientalnego za gatunek najmniejszej troski (LC – least concern) nieprzerwanie od 1988 roku. Trend liczebności populacji uznaje się za spadkowy.